# LuxLeaks
LuxLeaks (també coneguda com a Luxemburg leaks o filtracions de Luxemburg) és una investigació periodística realitzada pel Consorci Internacional de Periodistes d'Investigació basada en informació confidencial sobre decisions fiscals preses entre 2002 i 2010 que van permetre ajustos dels preus de transferència globals, i que està connectada amb una directiva europea que afecta el règim fiscal de Luxemburg. Les filtracions van permetre, el novembre de 2014, posar a disposició del públic els noms de 376 empreses multinacionals involucrades en aquestes decisions fiscals, com ara Cargill, Citigroup, GlaxoSmithKline, Volkswagen, McGraw-Hill, British American Tobacco, Reckitt Benckiser, Timberland, General Electric, Credit Suisse, Pepsi, Ikea, Accenture, Burberry, Procter & Gamble, Heinz, JP Morgan, FedEx, Abbott Laboratories, Amazon, Deutsche Bank, Apple, Verizon, Vodafone, Gazprom, HSBC, Bradesco, Banco Itaú, Intelsat, Macquarie Bank.
Les revelacions de LuxLeaks (que no són part de WikiLeaks) van atreure atenció i debat internacional sobre les pràctiques d'evasió fiscal a Luxemburg i a altres llocs. Al centre de l'escàndol es troba el President de la Comissió Europea Jean-Claude Juncker, aleshores primer ministre i ministre de finances de Luxemburg.